# アルカトオス (小惑星)
アルカトオスまたはアルカトウス（2241 Alcathous）は、木星の後方を回るトロヤ群の小惑星。チャールズ・トーマス・コワルがパロマー天文台で発見した。

## 名称
ほかのトロヤ群小惑星と同様、ギリシア神話の登場人物（トロイア戦争におけるトロイア陣営参加者）アルカトオスに因む。 F. Pilcher の提案にしたがって小惑星命名委員会が命名し、1992年11月の小惑星回報（MPC 21128）で公表された。
ギリシア神話において「アルカトオス」(Αλκάθους) という人物は6人おり、うち3人がトロイア陣営でトロイア戦争に参加している。この小惑星に命名されたアルカトオスはアイシューエーテースの子で、ヒッポダメイア（アンキーセース の娘）の夫となり、イードメネウス に討たれたアルカトオスである。

## 註
1. 1 2 3  MPC 21128（1992年11月10日）
2. ↑  アイシューエーテースの子のアルカトオス、アキレウスに討たれたアルカトオス、アイネイアースの同僚のアルカトオス。
3. ↑  (692) ヒッポダミア に命名されている
4. ↑  (1173) Anchises に命名されている。
5. ↑  (2759) Idomeneus に命名されている。